# Diplosome
En biologie cellulaire, le diplosome est l'ensemble des deux centrioles, disposés perpendiculairement et situés près du nucleus, dans une cellule eucaryote. Il est présent dans toutes les cellules eucaryotes excepté les plantes, et joue un rôle important dans la mitose.